# Palazzo Cavour
O Palazzo Cavour é um palácio de Turim, na Itália, constituindo um notável exemplo do barroco piemontês. Surge no cruzamento entre a Via Cavour e a Via Lagrange. 
O palácio foi edificado em 1729 segundo um projecto original de Gian Giacomo Plantery. Foi neste edifício que Camilo Benso, Conde de Cavour, residiu durante toda a sua vida. Outro facto importante ligado ao Palazzo Cavour é a fundação do jornal Il Risorgimento, aqui ocorrida.
O palácio foi restaurado recentemente pela Região Piemonte, sendo hoje em dia um prestigiado local de exposições.